# Шерлок Голмс і прокляття Баскервіля
«Шерлок Голмс і прокляття Баскервіля» (англ. Sherlock Holmes and the Baskerville Curse) — австралійський повнометражний мультфільм 1983 року, знятий режисером Едді Гремом. Екранізація детективного роману Артура Конан-Дойля «Собака Баскервілів»

## Сюжет
У роду Баскервілів існує одна моторошна родинна легенда, яку вони передають від покоління до покоління про примарного собаку, який уночі переслідує всіх членів їхньої родини на болотах. До справи залучають Шерлока Голмса та Доктора Вотсона, яким доведеться розгадати цей злочин на шляху до пошуку істини.

## Актори озвучення
| Актор        | Роль            |
| ------------ | --------------- |
| Пітер О'Тул  | Шерлок Голмс    |
| Ерл Кросс    | Доктор Вотсон   |
| Рон Гаддрік  | Доктор Мортімер |
| Робін Стюарт | Джек Степлтон   |